# 吉川輝昭
吉川 輝昭（よしかわ てるあき、1981年11月13日 - ）は、佐賀県唐津市出身の元プロ野球選手（投手）。右投右打。

## 経歴

### プロ入り前
厳木高では1年の夏からベンチ入りし、2年生の秋からはエースとして44年ぶりの九州大会出場に貢献。3年夏の佐賀県大会ではベスト4進出。
日本文理大では2003年の第52回全日本大学野球選手権大会では日本文理大初の優勝に貢献し、最優秀投手賞を獲得。第32回日米大学野球選手権大会の日本代表にも選出。脇谷亮太と同期だった。
2003年のドラフト会議を前に、同年10月30日には自由獲得枠で横浜ベイスターズに入団することが決まり、同年11月19日のドラフト会議で契約締結内定を確認、同年12月1日に契約金1億円+出来高払い5000万円、年俸1500万円の契約条件で横浜と契約した。背番号は12。

### 横浜時代
2004年のキャンプでは体重が100kgを超えたほか、体脂肪率が30%を記録したことでコーチから「身体の自己管理がなっていない」と怒鳴られることがあった。同年4月7日の対阪神タイガース戦（横浜スタジアム）で初登板を果たすと、同年6月2日の対広島東洋カープ戦（広島市民球場）でプロ初先発、6回を投げてプロ初勝利を得た。その後もシーズンを通して一軍に帯同し、この年は24試合に登板した。
2005年は前年の活躍から開幕先発ローテーション入りを果たすも、先発は3試合のみで中継ぎに降格、降格後も防御率8.34と結果を残せなかった。
2006年、2007年とも一軍登板は僅か2試合だった。
2008年はシーズン終盤の9月に一軍昇格を果たすと、同年10月6日の対広島戦（横浜スタジアム）でシーズン初先発し、7回1失点で勝利に貢献した。
2009年8月9日の対中日ドラゴンズ戦でシーズン初先発を果たすが、4回4失点で敗戦投手になり、シーズン未勝利に終わった。
2010年は開幕を二軍で迎え、一軍昇格がないまま4月20日に井手正太郎とのトレードで福岡ソフトバンクホークスへ移籍した。背番号は00。

### ソフトバンク時代

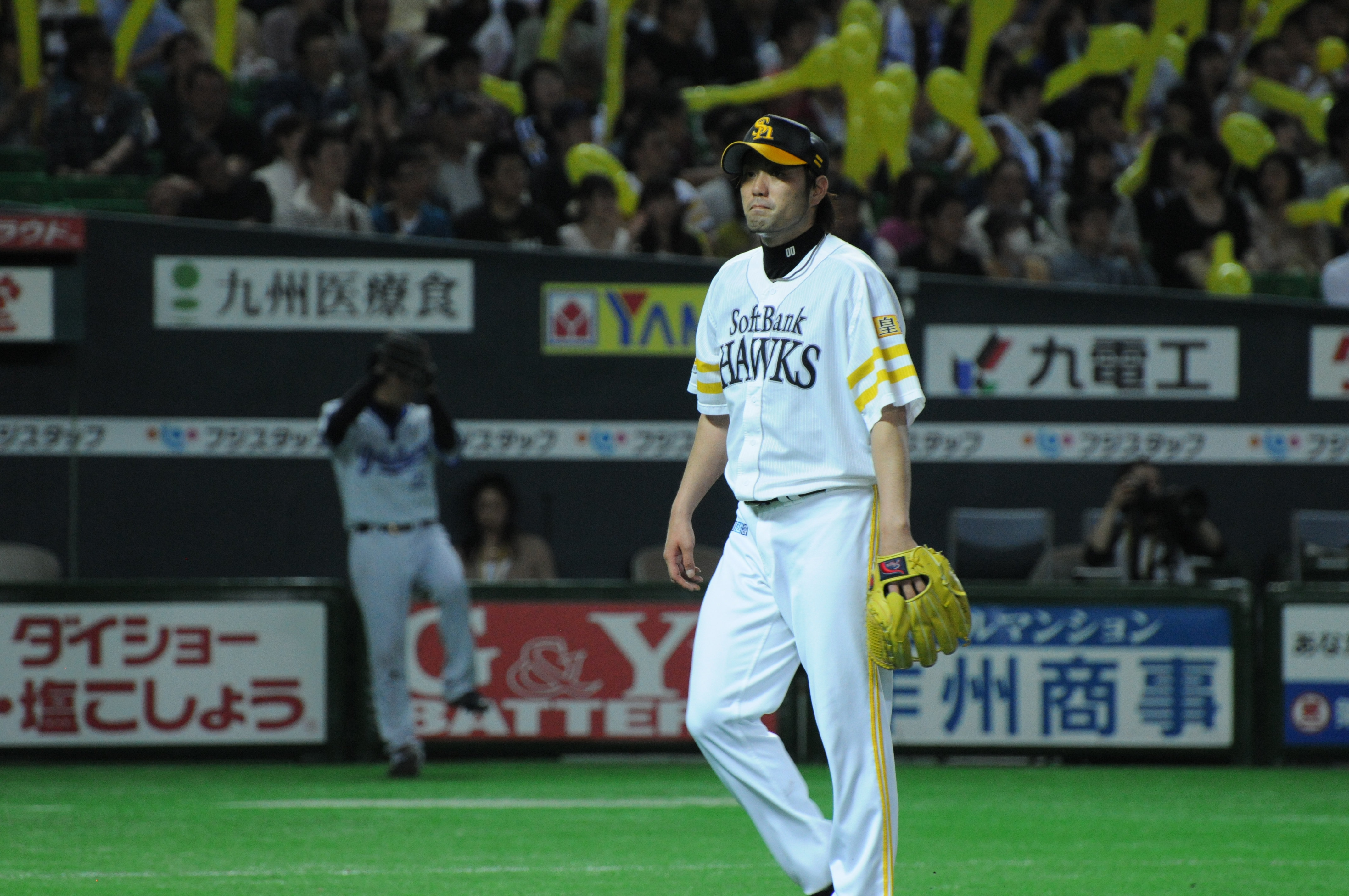
ソフトバンク時代
（2011年5月28日、福岡Yahoo!JAPANドーム）

2011年は中継ぎとして一軍で開幕を迎えた。当初は敗戦処理としての登板機会しか与えられなかったが、その敗戦処理において無失点に締める登板が続いたことで次第に首脳陣の信頼を得て、リードして得点差の開いた試合の終盤などプレッシャーのかからない場面での登板も増えた。攝津正の先発転向と馬原孝浩の不調・登録抹消が重なってブルペン事情が苦しい中、最終的に40試合の登板で37回1/3を投げ、6ホールド・防御率2.41・WHIP0.83と自己最高の成績を残し、中継ぎとして十分な働きを見せた。このオフに和田毅・杉内俊哉・D.J.ホールトンと先発が3人同時に移籍したことから、翌シーズンは先発に転向することが予定されていた。
2012年は前述の予定がありながら、帆足和幸・ブラッド・ペニー・レニエル・ピントと先発を補強できた一方で、馬原孝浩が肩のクリーニング手術で今季絶望となったことでリリーフ陣が手薄となったチーム事情があり、再び中継ぎとして一軍で開幕を迎えた。しかし前年とは打って変わって投球が安定せず、中継ぎや先発をこなした反面で打ち込まれることを繰り返し、一軍と二軍との往復を続けた。結局一軍では25試合の登板で0勝1敗、防御率5.29の成績に留まった。11月、神内靖・多村仁志とともに山本省吾・江尻慎太郎・吉村裕基とのトレードで古巣の横浜DeNAベイスターズへ移籍。

### 横浜（DeNA）復帰
2012年11月21日、入団記者会見が行われ、背番号は13に決定した。年俸は、ソフトバンク時代と同じ2200万円。
2013年、開幕戦である3月29日の中日ドラゴンズ戦で2番手として登板し、2004年6月2日以来9年ぶりとなる勝利投手となったが、その後は打ち込まれるケースが多くなり、21試合で2勝2敗、防御率7.43でシーズンを終えた。特にウラディミール・バレンティンには3打数3本塁打と打ち込まれた。10月29日に戦力外通告を受け、12球団合同トライアウトを受けるも獲得する球団は現れることなく現役を引退した。

### 引退後
2016年2月2日に学生野球資格を回復。
2018年7月1日、母校である日本文理大学硬式野球部のピッチングコーチに就任。

## 選手としての特徴
力で抑える投球スタイルで、恵まれた体格から繰り出す最速150km/hの速球が持ち味。変化球はスライダー、シュート、フォークなどを投げる。
幼少期に憧れた選手は秋山幸二。2010年途中に彼が監督を務めるソフトバンクに移籍が決まり、入団会見では「（秋山さんと）一緒にプレーできるのは夢のよう」と語っていた。

## 詳細情報

### 年度別投手成績
| 年 度      | 球 団        | 登 板 | 先 発 | 完 投 | 完 封 | 無 四 球 | 勝 利 | 敗 戦 | セ 丨 ブ | ホ 丨 ル ド | 勝 率 | 打 者 | 投 球 回 | 被 安 打 | 被 本 塁 打 | 与 四 球 | 敬 遠 | 与 死 球 | 奪 三 振 | 暴 投 | ボ 丨 ク | 失 点 | 自 責 点 | 防 御 率 | W H I P |
| ---------- | ------------ | ----- | ----- | ----- | ----- | -------- | ----- | ----- | -------- | ----------- | ----- | ----- | -------- | -------- | ----------- | -------- | ----- | -------- | -------- | ----- | -------- | ----- | -------- | -------- | ------- |
| 2004       | 横浜         | 24    | 3     | 0     | 0     | 0        | 1     | 2     | 0        | 0           | .333  | 213   | 45.1     | 63       | 5           | 16       | 2     | 2        | 24       | 3     | 0        | 30    | 27       | 5.36     | 1.74    |
| 2005       | 横浜         | 25    | 3     | 0     | 0     | 0        | 0     | 1     | 0        | 1           | .000  | 205   | 41.0     | 76       | 10          | 15       | 0     | 0        | 30       | 0     | 0        | 38    | 38       | 8.34     | 2.22    |
| 2006       | 横浜         | 2     | 0     | 0     | 0     | 0        | 0     | 0     | 0        | 0           | ----  | 8     | 1.0      | 4        | 0           | 1        | 0     | 0        | 1        | 0     | 0        | 2     | 2        | 18.00    | 5.00    |
| 2007       | 横浜         | 2     | 0     | 0     | 0     | 0        | 0     | 0     | 0        | 0           | ----  | 16    | 3.0      | 5        | 1           | 3        | 1     | 0        | 3        | 0     | 0        | 5     | 5        | 15.00    | 2.67    |
| 2008       | 横浜         | 4     | 2     | 0     | 0     | 0        | 0     | 0     | 0        | 0           | ----  | 61    | 14.2     | 14       | 0           | 6        | 0     | 0        | 5        | 0     | 0        | 3     | 3        | 1.84     | 1.36    |
| 2009       | 横浜         | 10    | 3     | 0     | 0     | 0        | 0     | 3     | 0        | 0           | .000  | 100   | 18.2     | 34       | 4           | 10       | 1     | 0        | 10       | 0     | 0        | 27    | 24       | 11.57    | 2.36    |
| 2010       | ソフトバンク | 7     | 0     | 0     | 0     | 0        | 0     | 0     | 0        | 0           | ----  | 50    | 12.0     | 10       | 2           | 3        | 0     | 1        | 9        | 2     | 0        | 4     | 4        | 3.00     | 1.08    |
| 2011       | ソフトバンク | 40    | 0     | 0     | 0     | 0        | 0     | 0     | 0        | 6           | ----  | 141   | 37.1     | 26       | 3           | 5        | 0     | 0        | 23       | 1     | 0        | 11    | 10       | 2.41     | 0.83    |
| 2012       | ソフトバンク | 25    | 1     | 0     | 0     | 0        | 0     | 1     | 0        | 0           | .000  | 142   | 32.1     | 27       | 3           | 18       | 1     | 2        | 23       | 1     | 0        | 21    | 19       | 5.29     | 1.39    |
| 2013       | DeNA         | 21    | 0     | 0     | 0     | 0        | 2     | 2     | 0        | 2           | .500  | 132   | 26.2     | 39       | 7           | 15       | 1     | 0        | 13       | 1     | 0        | 23    | 22       | 7.43     | 2.02    |
| 通算：10年 | 通算：10年   | 160   | 12    | 0     | 0     | 0        | 3     | 9     | 0        | 9           | .250  | 1068  | 232.0    | 298      | 35          | 92       | 6     | 5        | 141      | 8     | 0        | 164   | 154      | 5.97     | 1.68    |

### 記録
- 初登板：2004年4月7日、対阪神タイガース2回戦（横浜スタジアム）、9回表に2番手で救援登板・完了、1回無失点[16]
- 初奪三振：2004年4月10日、対広島東洋カープ2回戦（広島市民球場）、8回裏に浅井樹から見逃し三振[17]
- 初先発：2004年5月27日、対阪神タイガース8回戦（阪神甲子園球場）、3回3失点[18]
- 初勝利・初先発勝利：2004年6月2日、対広島東洋カープ5回戦（広島市民球場）、6回3失点[19]
- 初ホールド：2005年7月14日、対広島東洋カープ10回戦（横浜スタジアム）、11回表に6番手で救援登板、2/3回無失点[20]

### 背番号
- 12 （2004年 - 2010年途中）
- 00 （2010年途中 - 2012年）
- 13 （2013年）